# Колбиц
Колбиц (њем. Colbitz) општина је у њемачкој савезној држави Саксонија-Анхалт. Једно је од 35 општинских средишта округа Берде. Према процјени из 2010. у општини је живјело 3.359 становника. Посједује регионалну шифру (AGS) 15083130.

## Географски и демографски подаци
Колбиц се налази у савезној држави Саксонија-Анхалт у округу Берде. Општина се налази на надморској висини од 67 метара. Површина општине износи 71,9 km². У самом мјесту је, према процјени из 2010. године, живјело 3.359 становника. Просјечна густина становништва износи 47 становника/km².